# Джек Ейткен
Джек Ейткен (англ. Jack Aitken, кор. 한세용 (Han Se-yong); нар. 23 вересня 1995 в Лондоні) — британсько-корейський автогонщик, виступає у Формулі-2 у складі команди Campos Racing, чемпіон Єврокубку Формули-Рено 2.0 та Альпійської Формули-Рено 2015 року. Був тестовим пілотом команди Williams Формули-1 у 2020 році та виступив за неї як бойовий пілот на Гран-прі Сахіру, оскільки основний пілот команди Джордж Расселл тимчасово перейшов до команди Mercedes замінити Льюїса Гамільтона, який захворів на коронавірус.

## Кар'єра

### Картинг
Джек Ейткен розпочав свою кар'єру в картингу у віці семи років на картодромі Бакмор Парк у графстві Кент.

### Формула-Рено
Ейткен провів свій перший повний сезон у Формулі-Рено у 2014 році в складі команди Fortec Motorsports. Він виграв одну з гонок сезону на трасі Хунгароринг і ще чотири рази потрапив на подіум. Того ж року він закінчив навчання у Вестмінстерській школі. Перед сезоном 2015 він перейшов до команди Koiranen GP, щоб продовжити виступи там само.
Він виграв титул чемпіона серії 2015 року на останньому етапі сезону на трассі Херес. За тиждень до цього він став чемпіоном Альпійської Формули-Рено, останній етап якої проходив теж на цій трасі.

### GP3
В січні 2016 року було оголошено, що Ейткен продовжить виступи в серії GP3 в команді Arden International. У свій дебютний сезон Джек переміг у другій гонці на Спа-Франкоршам, фінішував на подіумі в шести інших гонках, а сезон завершив п'ятим в особистому заліку. У лютому 2017 року стало відомо, що Ейткен продовжить виступати в GP3, однак перейде до чемпіонської ART Grand Prix. Джек добре провів сезон, він знову переміг лише один раз, однак стабільно провів сезон і став віце-чемпіоном, поступившись лише Джорджу Расселлу.

### Формула-2
У січні 2018 роки команда ART Grand Prix оголосила, що Джек продовжить виступ у Формулі-2. В дебютному сезоні Джек завоював перемогу на трасі Каталунья і посів 11-е місце в чемпіонаті, однак його напарник Расселл став чемпіоном серії.
На наступний рік Дек перейшов до Campos Racing і став партнером Доріана Боколаччі, а згодом замість нього Арджуна Майні та Маріно Сато. В другому сезоні він переміг уже тричі і опинився п'ятим в чемпіонаті. В Баку він здобув першу перемогу для Campos Racing у Формулі-2.
В сезоні 2020 Ейткен залишився в Campos Racing, його напарником став Гільєрме Самая. Ейткен не зміг виграти жодної гонки і обмежився лише двома третіми місцями на Сільверстоуні. На спринтерській гонці в автодромі в Сочі він зіштовхнувся з Лукою Ґьотто, після чого обидві машини на високій швидкості врізалися в бар'єр. Машина Ґьотто загорілась, але обидва пілоти уникнули травм. Гонку було зупинено і всі пілоти отримали лише половину очок за неї. Ейткен пропустив фінальний етап серії в Сахірі через участь у Гран-прі Формули-1. У підсумку він посів 14-те місце в чемпіонаті.

## Формула-1
У лютому 2016 року Ейткен приєднався до відродженої Спортивній академії Renault. У вересні 2017 вперше сів за кермо боліда Формули-1, виступивши за кермом Lotus E20 на трасі в Хересі. В сезоні 2018 був тестовим пілотом Renault. В 2020 році вийшов з академії Рено та став члено Williams Driver Academy разом з Деном Тіктумом та Роєм Ніссані. Також Джек став резервним пілотом Williams та провів п'ятничну практику Гран-прі Штирії замість Джорджа Расселла.
Перед Гран-прі Сахіру семиразовий чемпіон Формули-1 та пілот Mercedes Льюїс Гамільтон захворів на коронавірус. Його замінив Расселл, оскільки він належить до молодіжної програми Mercedes, а отже його місце у Williams дісталося Ейткену. Джек заявив, що був готовий до такої можливості ще з березня. Своїм гоночним номером він обрав 89, оскільки він виступав під ним ще у картингу. Він посів 18-те місце в кваліфікації, програвши десяту секунди напарнику Ніколасу Латіфі. На 61-му колі гонки Джек розвернувся в останньому повороті та зламав переднє антикрило, проте зміг продовжити гонку та фінішувати 16-м, випередвши ще одного новачка П'єтро Фіттіпальді. Після гонки він заявив:
|  | Я думаю, що ми виконали дійсно гарну роботу до моєї аварії. Я можу тільки вибачитися перед всією командою.Оригінальний текст (англ.) I think we were doing a really good job up until my little incident. I can only apologise to the whole team |

Перед останнім етапом в Абу-Дабі Гамільтон повернувся до команди, а отже Расселл знову зайняв місце Ейткена в команді.

## Результати виступів
| Сезон | Серія                                    | Команда             | Гонки           | Перемоги        | Поули           | Ш/Кола          | Подіуми         | Очки            | Місце           |
| ----- | ---------------------------------------- | ------------------- | --------------- | --------------- | --------------- | --------------- | --------------- | --------------- | --------------- |
| 2012  | Intersteps Championship                  | Fortec Motorsports  | 23              | 2               | 2               | 3               | 13              | 490             | 3               |
| 2013  | Північно європейський кубок Формули-Рено | Fortec Motorsports  | 16              | 0               | 1               | 1               | 5               | 230             | 2               |
| 2013  | Формула-Рено Єврокубок                   | Fortec Motorsports  | 2               | 0               | 0               | 0               | 0               | 0               | НК†             |
| 2013  | Формула-Рено Єврокубок                   | Manor MP Motorsport | 4               | 0               | 0               | 0               | 0               | 0               | НК†             |
| 2014  | Формула-Рено Єврокубок                   | Fortec Motorsports  | 14              | 1               | 1               | 0               | 4               | 86              | 7               |
| 2014  | Альпійська Формула-Рено 2.0              | Fortec Motorsports  | 8               | 0               | 0               | 1               | 0               | 0               | НК†             |
| 2014  | Pro Mazda Championship                   | Team Pelfrey        | 2               | 0               | 0               | 0               | 0               | 31              | 20              |
| 2015  | Формула-Рено Єврокубок                   | Koiranen GP         | 17              | 5               | 4               | 3               | 3               | 206             | 1               |
| 2015  | Альпійська Формула-Рено 2.0              | Koiranen GP         | 15              | 4               | 3               | 3               | 7               | 242             | 1               |
| 2015  | Pro Mazda Winterfest                     | Team Pelfrey        | 5               | 3               | 1               | 2               | 4               | 167             | 1               |
| 2016  | GP3 Series                               | Arden International | 18              | 1               | 0               | 2               | 7               | 148             | 5               |
| 2016  | Відкритий чемпіонат Євроформули          | RP Motorsport       | 4               | 2               | 2               | 1               | 3               | 71              | 8               |
| 2016  | Іспанська Формула-3                      | RP Motorsport       | 2               | 1               | 1               | 1               | 1               | 27              | 7               |
| 2016  | Формула V8 3.5                           | RP Motorsport       | 4               | 0               | 1               | 0               | 0               | 14              | 15              |
| 2017  | GP3 Series                               | ART Grand Prix      | 15              | 1               | 2               | 2               | 6               | 141             | 2               |
| 2018  | ФІА Формула-2                            | ART Grand Prix      | 23              | 1               | 0               | 0               | 2               | 63              | 11              |
| 2018  | Формула-1                                | Renault             | Тест-пілот      | Тест-пілот      | Тест-пілот      | Тест-пілот      | Тест-пілот      | Тест-пілот      | Тест-пілот      |
| 2019  | ФІА Формула-2                            | Campos Racing       | 22              | 3               | 0               | 2               | 7               | 159             | 5               |
| 2019  | Формула-1                                | Renault             | Тест-пілот      | Тест-пілот      | Тест-пілот      | Тест-пілот      | Тест-пілот      | Тест-пілот      | Тест-пілот      |
| 2020  | ФІА Формула-2                            | Campos Racing       | 22              | 0               | 0               | 1               | 2               | 48              | 14              |
| 2020  | Формула-1                                | Williams Racing     | 1               | 0               | 0               | 0               | 0               | 0               | 22              |
| 2021  | ФІА Формула-2                            | HWA Racelab         | 9               | 0               | 0               | 0               | 0               | 0               | 23              |
| 2021  | GT World Challenge Europe Sprint Cup     | Emil Frey Racing    | 6               | 0               | 0               | 1               | 0               | 17.5            | 19              |
| 2021  | GT World Challenge Europe Endurance Cup  | Emil Frey Racing    | 2               | 0               | 0               | 0               | 0               | 0               | НК              |
| 2021  | Формула-1                                | Williams Racing     | Резервний пілот | Резервний пілот | Резервний пілот | Резервний пілот | Резервний пілот | Резервний пілот | Резервний пілот |
| 2022  | ADAC GT Masters                          | Emil Frey Racing    |                 |                 |                 |                 |                 |                 |                 |
| 2022  | European Le Mans Series - LMP2           | Racing Team Turkey  |                 |                 |                 |                 |                 |                 |                 |
| 2022  | Формула-1                                | Williams Racing     | Резервний пілот | Резервний пілот | Резервний пілот | Резервний пілот | Резервний пілот | Резервний пілот | Резервний пілот |

† Айткен був гостьовим гонщиком, тому не міг претендувати на очки в чемпіонаті.

* Сезон триває.

### Формула-1
| Рік  | Команда         | Шасі          | Двигун                          | 1   | 2        | 3   | 4   | 5   | 6   | 7   | 8   | 9   | 10  | 11  | 12  | 13  | 14  | 15  | 16     | 17  | Місце | Очки |
| ---- | --------------- | ------------- | ------------------------------- | --- | -------- | --- | --- | --- | --- | --- | --- | --- | --- | --- | --- | --- | --- | --- | ------ | --- | ----- | ---- |
| 2020 | Williams Racing | Williams FW43 | Mercedes M10 EQ Power+ 1.6 V6 t | АВТ | ШТИ Тест | УГО | ВЕЛ | 70А | ІСП | БЕЛ | ІТА | ТОС | РОС | АЙФ | ПОР | ЕМІ | ТУР | БАХ | САХ 16 | АБУ | 22    | 0    |